# Malamba, Supa
Malamba là một làng thuộc tehsil Supa, huyện Uttar Kannad, bang Karnataka, Ấn Độ.